# Charampur
Il Charampur (in russo Харампур?) è un fiume della Russia siberiana occidentale, affluente di destra dell'Ajvasedapur. Scorre nel Purovskij rajon del Circondario autonomo Jamalo-Nenec.
Il fiume scorre con direzione settentrionale, poi nord-occidentale in una zona paludosa, piena di laghi del bassopiano della Siberia settentrionale; sfocia nell'Ajvasedapur a 94 km dal congiungimento di quest'ultimo con il Pjakupur, a 2 km dal villaggio omonimo di Charampur. La lunghezza del fiume è di 320 km; il bacino è di 4 440 km². Il fiume non incontra altri centri urbani di rilievo in tutto il suo corso.